# Jump (film)
A Jump (eredeti cím kínai írással: 跳出去, pinjin: Tiào Chū Qù, népszerű magyaros: Tiao Csu Csü)  2009-ben bemutatott hongkongi zenés-táncos, romantikus vígjáték.

## Cselekménye
|  | Alább a cselekmény részletei következnek! |

Phoenix kínai parasztlány, aki boldogan él apjával és barátaival falun. Apja gyerekkora óta kungfura tanítgatja a lányát, de ő inkább táncolni szeret.
Egyik nap a falu egyik korábbi lakója munkásokat keres a ruhaüzemébe, ami a városban van, ezért a falujából szeretne 10 munkást magával vinni. Sokan jelentkeznek, és Phoenix is elnyeri az állást, de ő inkább kövér barátnőjének, Snow-nak adja a munkaszerződést. De ő is vele utazik, mert szeretne szerencsét próbálni. A város (utalások történnek rá, hogy Sanghajról van szó) mindkettejüket elbűvöli. Egy plasztikai sebész hirdetése alapján szeretnék átszabatni a testüket (mellnagyobbítás, stb), de az ár túl magas, és az orvosnak tüsszentés közben lerepül az orra, majd a fülkagylója, így elmennek.
Snow a ruhaüzemben kezd dolgozni, majd hamarosan Phoenix is. Phoenix ugyanakkor éjszaka egy táncstúdióban kezd takarítani (többek között a WC-t), és munka közben az éppen gyakorló táncosok mozgását utánozza, akik egy nemzetközi, utcai hiphop táncversenyre készülnek.
Phoenixnek nagyon tetszik Ron, a táncstúdió tulajdonosa, egy fiatal és gazdag üzletember, aki a táncstúdiót veszteséges és mellékes vállalkozásnak tekinti, amire marketingokokból van szüksége, hogy egyéb termékeit jobban el tudja adni a fiataloknak. Phoenixet észre sem veszi.
Egyik alkalommal a táncosok észreveszik Phoenixet, és megalázzák a vécében. Phoenix kimenekül az esőbe, ahol váratlanul a szállásadónője jelenik meg egy esernyővel, és arról beszél neki, hogy adja fel az álmait és térjen vissza a valóságba.
Phoenixre végre felfigyel a táncstúdió tulajdonosa, előkelő és drága étterembe viszi a lányt, akinek előtte ruhát, cipőt vett és kozmetikai szolgáltatást. A stúdióban is engedi gyakorolni a többiekkel, mert felismeri benne a tánchoz tehetséget. Phoenix barátnői és a táncstúdió munkatársai is úgy gondolják, hogy az ilyen kapcsolat legfeljebb 3-4 hónapig tart. Phoenix véletlenül kihallgat egy telefonbeszélgetést, amikor Ron azt mondja, hogy „a parasztlány jelenléte a táncosok között előnyös az üzlet számára”.
Amikor Ronnak váratlanul el kell mennie, Phoenix taxival követi. Ron a repülőtéren egy fiatal lányt üdvözöl, aki a nyakába ugrik. Phoenixnek rosszul esik a dolog, és a hazafelé úton sírni kezd a taxiban.
Phoenix lelkileg összetörve visszatér a falujába az apjához, akivel addig magnókazettán küldött üzenetekkel tartotta a kapcsolatot. Apja éppen a saját üzeneteivel önt lelket a lányába, aki még egyszer elhatározza, hogy nem adja fel az álmait és táncos lesz.
Visszatér a városba, ahol megkezdődik a táncverseny az addigi első helyezett koreai csapat ellen („South City Crew”), de Phoenix nincs a táncosok között, csak akkor áll be, amikor az egyik táncosnak egy rossz lépés miatt megsérül a lába. Phoenix kungfu-elemekkel tarkított magánszámot mutat be, ami nagyon tetszik a közönségnek (köztük van az apja és a barátnői is), de a csapat csak a második helyet kapja meg. Ennek ellenére az örömük határtalan.
Ronnal tisztázódik a helyzet: a fiatal lány a húga, aki váratlanul érkezett meg. Phoenix és Ron kibékülnek.
|  | Itt a vége a cselekmény részletezésének! |

## Szereposztás
| színész                                | szerep            |
| -------------------------------------- | ----------------- |
| Kitty Zhang                            | Phoenix           |
| Leon Jay Williams                      | Ron Chan          |
| Daniel Wu                              | plasztikai sebész |
| Jao Venhszüe (Yao Wenxue)              |                   |
| 馮勉恆 Jűn Chőng-jan (Jyun Coeng-jan)  |                   |
| Samuel Pang                            |                   |
| 馮勉恆 Fung Min-hang                   |                   |
| 李尚正 Léj Szőng-ceng (Lei Soeng-zeng) |                   |
| Prudence Kao                           |                   |
| Csang Csiangcuj (Zhang Jiangcui)       |                   |
| Lisa Li                                |                   |

## Forgatási helyszínek
- Sanghaj, Kína